# Simon Bussy
Pour les articles homonymes, voir Bussy.
Albert Simon Aimé Bussy est un peintre et pastelliste français, né le 30 juin 1870 à Dole (Jura) et mort le 22 mai 1954 à Londres.

## Biographie

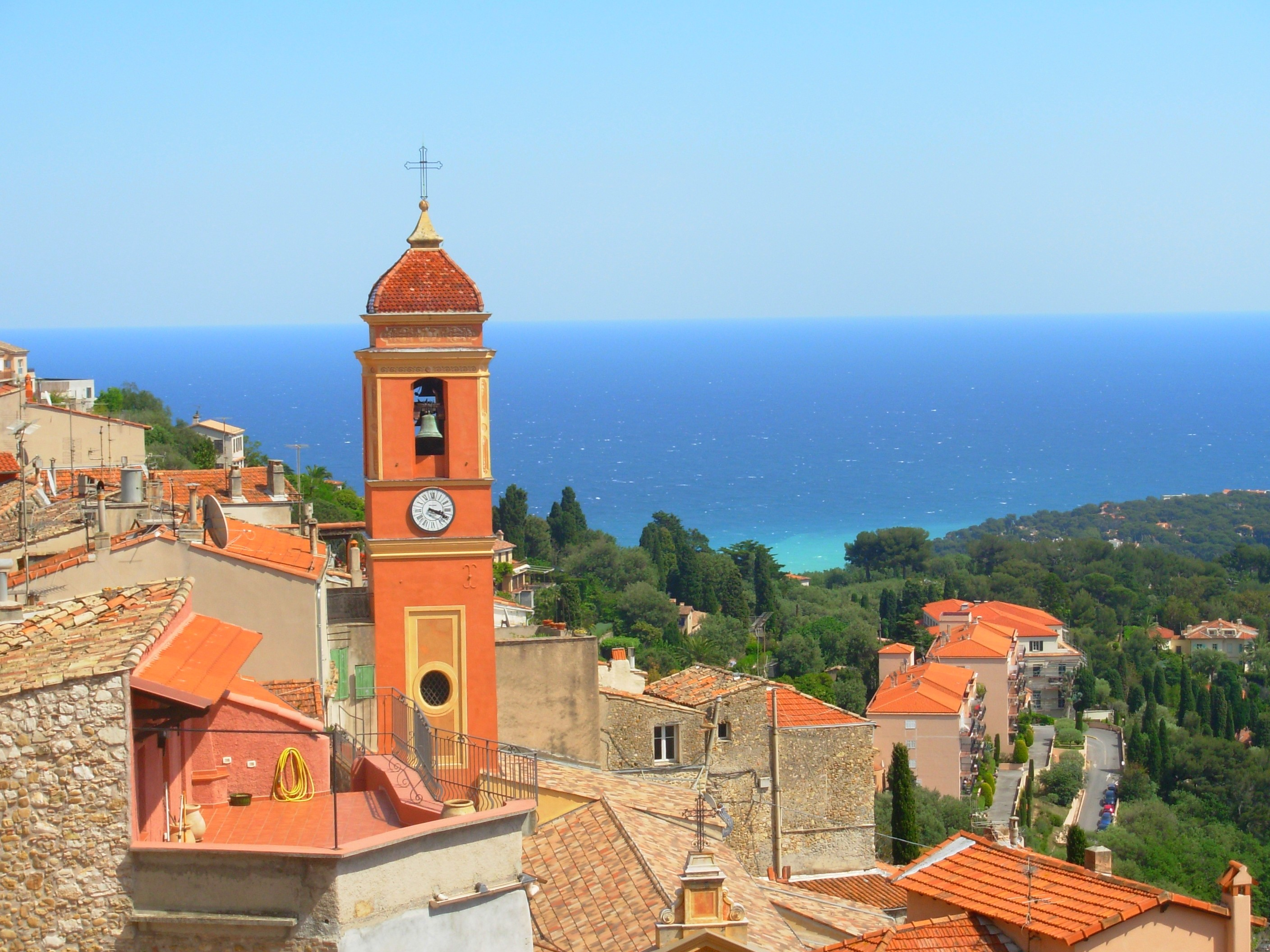
Roquebrune, où résida Simon Bussy de 1903 à 1937.

Issu d'une famille de maîtres bottiers, Simon Bussy commence une première formation artistique à l'école de dessin de Dole, puis rejoint l'atelier parisien de Gustave Moreau à l’École des beaux-arts de Paris, où il côtoie Henri Matisse et Eugène Martel avec qui il se lie.
S'inscrivant en marge des grands courants artistiques, il développe une veine toute personnelle dans des tableaux de paysages et des portraits expressifs, notamment de grands écrivains tels qu'André Gide, Roger Martin du Gard ou Paul Valéry qu'il recevait régulièrement dans sa villa La Souco à Roquebrune-Cap-Martin. Mais ce sont surtout ses pastels d'animaux, traités avec un grand souci du détail et de la simplification des formes, qui l'ont rendu célèbre.
Exposant au Salon des artistes français, il obtient une mention honorable en 1894 où il expose Le Joueur de clarinette ainsi que Saint Georges terrassant le dragon. Le portrait d'Albert Maignan est exposé en 1896.
En 1903, il épouse la romancière britannique Dorothy Strachey, proche du Bloomsbury Group. Leur fille, Jane Simone Bussy (1906-1960), est peintre.

## Œuvres dans les collections publiques
En France
- Beauvais, MUDO - Musée de l'Oise : Portrait de Raoul Martin ou Portrait d'Enfant au chapeau de paille.
- Paris :
  - musée d'Orsay : La Rade de Villefranche.
  - musée national d'art moderne : Butor du Venezuela, Drongos de l'Inde.
- Roquebrune-Cap-Martin : Monument aux morts, près de l'église Sainte-Marguerite. La mosaïque y représentant l'artiste peintre Zoum Walter en Mater Dolorosa[2].
- Roubaix, La Piscine : Pie bleue de l'Himalaya, Léona.
- Uzès, musée Georges-Borias : 
  - Portrait d'André Gide ;
  - Portrait de Paul Valéry.

Au Royaume-Uni
- Londres, Tate Gallery[3] :
  - Lady Ottoline Morrell ;
  - Lady Strachey ;
  - Paysage.  Œ